# قائمة أعضاء المدة النيابية العاشرة لمجلس النواب التونسي
تحتوي هذه المقالة على قائمة أعضاء المدة النيابية العاشرة في مجلس النواب التونسي والبالغ عددهم 182 نائبا موزعين حسب الدوائر الانتخابية.

## المكتب

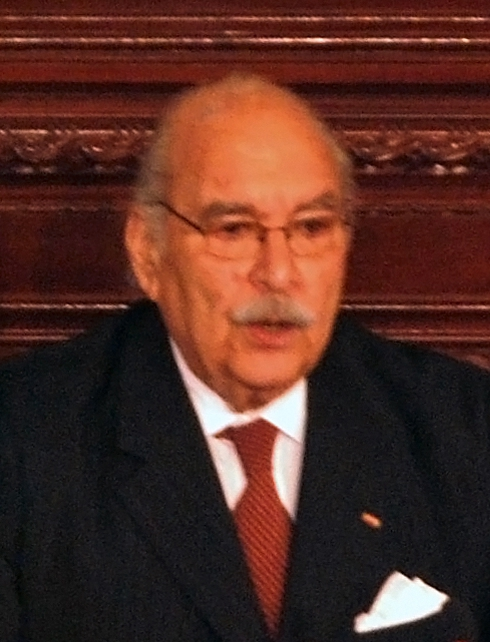
فؤاد المبزع الرئيس التجمع الدستوري الديمقراطي
العفيف شيبوب النائب الأول التجمع الدستوري الديمقراطي
شاذلية بوخشينة النائبة الثانية التجمع الدستوري الديمقراطي

## الأعضاء

### عند بداية المجلس

التوزيع حسب الكتل.

| الكتلة/الأحزاب | الكتلة/الأحزاب                | المقاعد |  |
| -------------- | ----------------------------- | ------- |  |
|                | التجمع الدستوري الديمقراطي    | 148     |  |
|                |                               |         |  |
|                | حركة الديمقراطيين الاشتراكيين | 13      |  |
|                |                               |         |  |
|                | حزب الوحدة الشعبية            | 7       |  |
|                |                               |         |  |
|                | الاتحاد الديمقراطي الوحدوي    | 7       |  |
|                |                               |         |  |
|                | حركة التجديد                  | 5       |  |
|                |                               |         |  |
|                | الحزب الاجتماعي التحرري       | 2       |  |
|                |                               |         |  |
| الإجمالي       | الإجمالي                      | 182     |  |

## الأعضاء الدائرة الانتخابية

### دائرة تونس الأولى الانتخابية
| الصورة | الحزب                         | الاسم              |
| ------ | ----------------------------- | ------------------ |
|        | التجمع الدستوري الديمقراطي    | فؤاد المبزع        |
|        | التجمع الدستوري الديمقراطي    | الهادي الجيلاني    |
|        | التجمع الدستوري الديمقراطي    | منير بن ميلاد      |
|        | التجمع الدستوري الديمقراطي    | عبد الكريم معاوية  |
|        | التجمع الدستوري الديمقراطي    | قمر الكعبي         |
|        | التجمع الدستوري الديمقراطي    | عز الدين التايب    |
|        | التجمع الدستوري الديمقراطي    | محمد صالح الغضاب   |
|        | التجمع الدستوري الديمقراطي    | علي الطرابلسي      |
|        | الاتحاد الديمقراطي الوحدوي    | عمار الزغلامي      |
|        | حركة الديمقراطيين الاشتراكيين | رشيد غانم          |
|        | حزب الوحدة الشعبية            | محمد بوشيحة        |
|        | حركة التجديد                  | نور الدين بن رمضان |

### دائرة تونس الثانية الانتخابية
| الصورة | الحزب                         | الاسم                |
| ------ | ----------------------------- | -------------------- |
|        | التجمع الدستوري الديمقراطي    | سميرة خياش           |
|        | التجمع الدستوري الديمقراطي    | العفيف شيبوب         |
|        | التجمع الدستوري الديمقراطي    | صلاح الدين قلنزة     |
|        | التجمع الدستوري الديمقراطي    | طارق بن مبارك        |
|        | التجمع الدستوري الديمقراطي    | سلوى التارزي بن عطية |
|        | التجمع الدستوري الديمقراطي    | لبنى غيازة           |
|        | حركة التجديد                  | محمد حرمل            |
|        | حركة الديمقراطيين الاشتراكيين | إسماعيل بولحية       |
|        | الحزب الاجتماعي التحرري       | منير الباجي          |

## مقالات ذات صلة
- مجلس النواب (تونس)
- الانتخابات التشريعية التونسية 1999

## روابط خارجية
- مداولات مجلس النواب في المدة النيابية العاشرة في الجلسة عدد 1 لسنة 1999، مجلس نواب الشعب.
- بي دي إف  قائمة النواب في مداولات مجلس النواب في المدة النيابية العاشرة في الجلسة عدد 1 لسنة 1999.